# Dragan Jović
Dragan Jović je bosanskohercegovački aktualni trener C.D. Primeira de Agosta iz Angole, rođen u Travniku, 19. srpnja 1963. godine.
Trenersku poziciju je preuzeo od Blaža Sliškovića u listopadu 2007. godine. Prije Zrinjskog trenirao je momčadi Travnika u sezonama 2004./05. i 2005./06 te Posušja u sezoni 2006./07 i prvom dijelu sezone 2007./08. Premijer lige BiH. Radi se o iznimno ambicioznom i studioznom stručnjaku, a važno je napomenuti kako je Jović prvi bosanskohercegovački trener koji je došao do UEFA "PRO" trenerske licence u Centru za edukaciju trenera u Bosni i Hercegovini.
Svoju prvu sezonu sa Zrinjskim završio je na 4. mjestu nogometne Premijer lige Bosne i Hercegovine, iako su plemići te sezone igrali najbolji nogomet i pružali najbolje partije. Zrinjski je u toj sezoni (2007./2008.), po prvi put u svojoj povijesti, osvojio Nogometni kup BiH, svladavši tuzlansku Slobodu u finalu.
U sezoni 2008./09., Zrinjski je, s Jovićem kao trenerom, već pobjedama i prolaskom lihtenštajnskog Vaduza napravio veliki rezultatski pomak u Europi, ako se u obzir uzmu dotadašnji njegovi rezultati. Plemići su tada prvi put "pošteno" prošli u drugo predkolo Kupa UEFA-e jer su godinu ranije u drugo predkolo prošli zahvaljujući izbacivanju Partizana iz daljnje faze natjecanja zbog incidenata koje su izazvali "Grobari", navijači Partizana. Sa Zrinjskim osvaja nogometnu Premijer ligu BiH u sezoni 2008./09.
Nakon loših rezultata na otvaranju sezone 2010./2011. daje neopozivu ostavku na mjesto trenera Zrinjskog, što je poslije nazvao najvećom pogreškom u životu. Na sastanku Upravnog odbora NK Zvijezda Gradačac, odlučeno je da klub u drugom dijelu sezone 2010./2011. vodi Dragan Jović. Od siječnja 2012. godine postaje trener Fudbalskog kluba Sarajevo.